# Alberto Bevilacqua

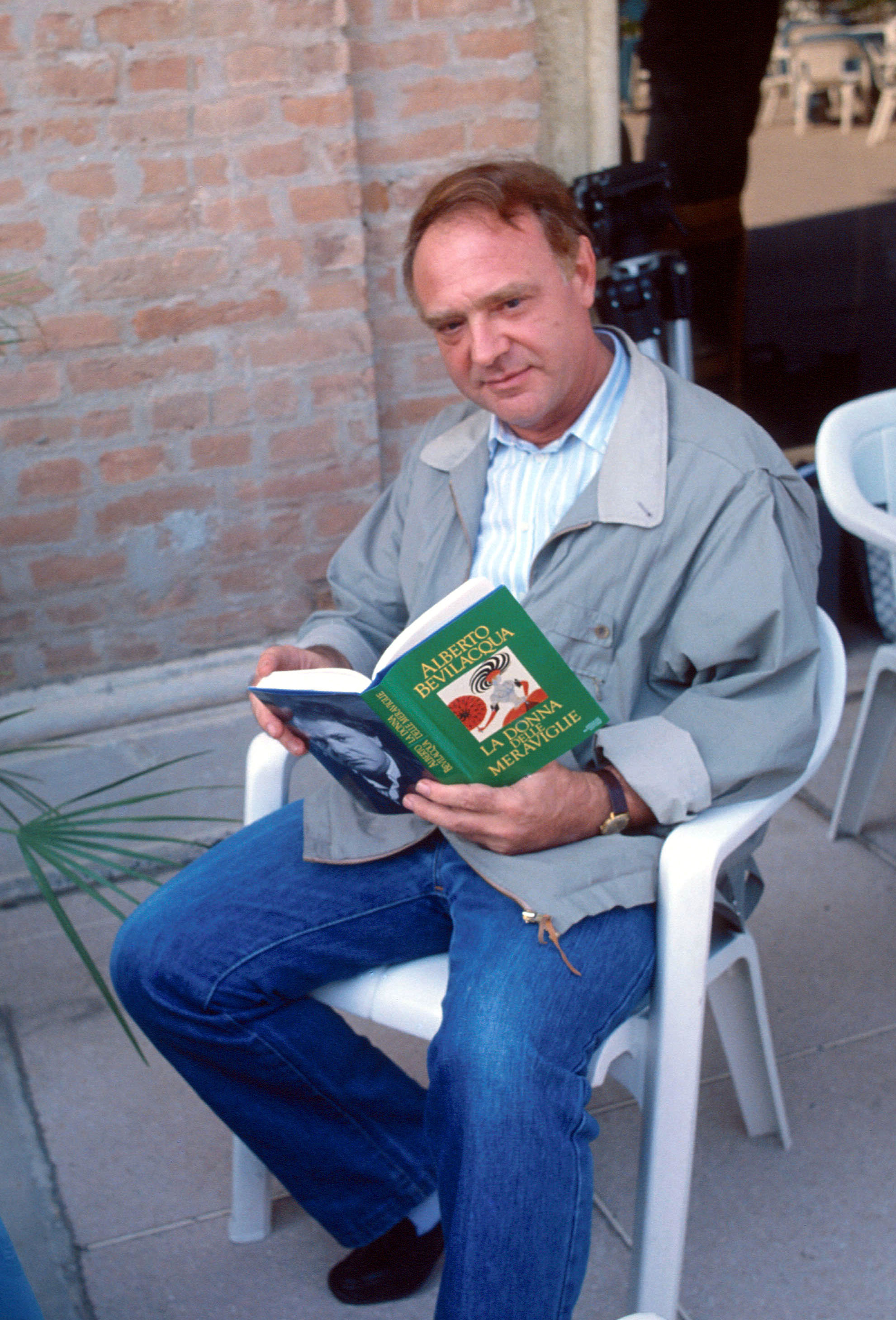
Alberto Bevilacqua (1984)

Alberto Bevilacqua (Parma, 27 de junho de 1934 — Roma, 9 de setembro de 2013) foi um cineasta, poeta, jornalista, e romancista italiano.

## Filmografia
- «Alberto Bevilacqua no IMDB»